# Герман фон Фішель
Герман фон Фішель (нім. Hermann von Fischel; 13 січня 1887, Кіль, Німецька імперія — 13 травня 1950, Бутирська в'язниця, Москва, РРФСР) — німецький офіцер, адмірал крігсмаріне. Кавалер Німецького хреста в золоті.

## Біографія
1 квітня 1905 року вступив у кайзерліхмаріне. Пройшов підготовку на навчальному кораблі «Штош» (1906) та у військово-морському училищі (1907). В 1907/09 року перебував у плаванні у Східній Азії. З 1909 року служив на міноносцях. Учасник Першої світової війни. В 1915 році перейшов у підводний флот. З 11 травня 1916 по 18 липня 1918 року — командир підводного човна SU-65. Всього за час бойових дій потопив 44 ворожих кораблі загальною водотоннажністю 71 936 брт і пошкодив ще 2 (6 493 брт).
| Дата              | Назва потопленого корабля  | Тип корабля           | Тоннаж, брт | Країна             |
| ----------------- | -------------------------- | --------------------- | ----------- | ------------------ |
| 4 грудня 1916     | Caledonia                  | Пасажирський пароплав | 9,223       | Британська імперія |
| 17 лютого 1917    | Athos                      | Пасажирський пароплав | 12,644      | Франція            |
| 24 лютого 1917    | Venere                     | Вітрильник            | 290         | Італія             |
| 28 лютого 1917    | EMANCIPATO                 | Вітрильник            | 30          | Італія             |
| 1 березня 1917    | Nicolaos                   | Пароплав              | 1,215       | Греція             |
| 1 березня 1917    | Teresina                   | Вітрильник            | 212         | Італія             |
| 2 березня 1917    | SAN VINCENZA F.            | Вітрильник            | 52          | Італія             |
| 6 березня 1917    | Porto Di Smirne            | Пароплав              | 2,576       | Італія             |
| 1 квітня 1917     | MARIA T.                   | Вітрильник            | 45          | Італія             |
| 1 квітня 1917     | MARIA SANTISSIMA D. GRAZIE | Вітрильник            | 35          | Італія             |
| 2 квітня 1917     | Britannia                  | Пароплав              | 3,129       | Британська імперія |
| 3 квітня 1917     | MARIA FERRARA              | Вітрильник            | 106         | Італія             |
| 5 квітня 1917     | Calliope                   | Пароплав              | 3,829       | Британська імперія |
| 7 квітня 1917     | Trefusis                   | Пароплав              | 2,642       | Британська імперія |
| 8 квітня 1917     | LUCIA                      | Вітрильник            | 138         | Італія             |
| 8 квітня 1917     | PAPA GIAN BATTISTA         | Вітрильник            | 138         | Італія             |
| 11 квітня 1917    | Tremorvah                  | Пароплав              | 3,654       | Британська імперія |
| 12 квітня 1917    | Angela M.                  | Вітрильник            | 187         | Італія             |
| 21 травня 1917    | Ampleforth                 | Пароплав              | 3,873       | Британська імперія |
| 21 травня 1917    | Don Diego                  | Пароплав              | 3,632       | Британська імперія |
| 23 травня 1917    | England                    | Пароплав              | 3,798       | Британська імперія |
| 23 травня 1917    | MARIA FEBRONIA ANTONINA    | Вітрильник            | 55          | Італія             |
| 24 травня 1917    | Sant Antonio Di Padova     | Вітрильник            | 184         | Італія             |
| 25 травня 1917    | Diego Russo                | Вітрильник            | 113         | Італія             |
| 25 травня 1917    | NATALE MONACO              | Вітрильник            | 57          | Італія             |
| 25 травня 1917    | ROSINA R.                  | Вітрильник            | 54          | Італія             |
| 25 травня 1917    | VINCENZINO C.              | Вітрильник            | 54          | Італія             |
| 26 травня 1917    | ANGELO PADRE               | Вітрильник            | 50          | Італія             |
| 26 травня 1917    | Umaria                     | Пароплав              | 5,317       | Британська імперія |
| 27 травня 1917    | Luigi                      | Вітрильник            | 137         | Італія             |
| 27 травня 1917    | MARIA GIUSEPPE             | Вітрильник            | 26          | Італія             |
| 4 червня 1917     | Manchester Trader          | Пароплав              | 3,938       | Британська імперія |
| 7 червня 1917     | Rosa M                     | Вітрильник            | 64          | Італія             |
| 5 липня 1917      | Ciboure                    | Пароплав              | 2,388       | Франція            |
| 6 липня 1917      | ROMA                       | Вітрильник            | 52          | Італія             |
| 8 липня 1917      | L'immortale Leone          | Вітрильник            | 133         | Італія             |
| 24 листопада 1917 | Enna                       | Пароплав              | 1,814       | Італія             |
| 1 грудня 1917     | Citta Di Sassari           | Пасажирський пароплав | 2,167       | Італія             |
| 2 грудня 1917     | CARLINO                    | Вітрильник            | 94          | Італія             |
| 2 грудня 1917     | LA MARGHERITA              | Вітрильник            | 41          | Італія             |
| 2 грудня 1917     | San Antonio Il Vittorioso  | Вітрильник            | 45          | Італія             |
| 3 грудня 1917     | Angelo (пошкоджений)       | Вітрильник            | 542         | Італія             |
| 25 січня 1918     | Giuseppe O.                | Вітрильник            | 74          | Італія             |
| 27 червня 1918    | Sotolongo                  | Пароплав              | 3,009       | Іспанія            |
| 1 липня 1918      | Monte Cristo               | Вітрильник            | 622         | Франція            |
| 4 липня 1918      | Merida (пошкоджений)       | Пароплав              | 5,951       | Британська імперія |

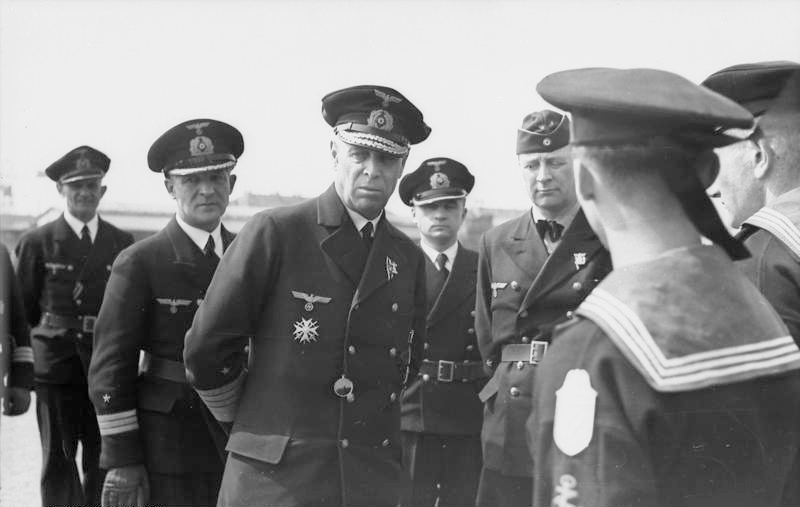
Адмірал фон Фішель — в центрі (1941).

В серпні-листопаді 1918 року — 2-й офіцер Адмірал-штабу в штабі флотилії підводних човнів в Полі. З листопада 1918 року викладав в училищі підводного флоту, з 1 квітня 1919 по 30 червня 1920 року командував 2-м батальйоном 5-го морського полку. З 30 серпня 1921 року — комнандир роти 3-го батальйону берегової оборони, з 4 січня 1922 року — 3-й офіцер Адмірал-штабу в штабі командувача ВМС на Балтиці. З 1 жовтня 1922 року — 2-й артилерійський офіцер лінійного корабля «Ганновер», з 26 вересня 1924 року — командир 1-го батальйону корабельної кадрованої дивізії «Остзе», з 29 серпня 1925 року — 1-й артилерійський корабля «Ганновер». В 1930/31 роках викладав у військово-морській артилерійській школі. З 1 квітня 1933 року — командир броненосця «Дойчланд». 30 вересня 1935 року очолив Випробувальну комісію ВМС. 25 листопада 1936 року призначений командувачем броненосних сил. Одночасно з 14 травня по 22 червня 1937 року і з 8 лютого по 13 березня 1938 року командував ВМС Німеччини в іспанських водах, відповідав за надання допомоги з моря військам Франсіско Франко. 8 лютого 1938 року замінений адміралом Вільгельмом Маршаллом і 14 березня переданий в розпорядження головнокомандувача ВМС.
3 квітня 1938 року призначений начальником Загального управління ОКМ. 25 жовтня 1939 року знову переданий в розпорядження головнокомандувача ВМС. З 1 січня 1940 року — начальник випробувального командування корабельних конструкцій. Одночасно під час підготовки операції «Морський лев» з 29 серпня по 27 жовтня 1940 року вважався командувачем транспортного флоту «B», який мав здійснити перекидання військ через Ла-Манш. Коли провал плану став очевидним, 9 січня 1941 року Фшель був призначений командувачем охоронних сил на Заході, а 20 лютого 1941 року очолив ВМС у районі Ла-Маншу. З 1 лютого 1943 року — командувач-адмірал узбережжя Ла-Манша. 11 травня 1943 року направлений в штаб ВПС для консультацій щодо дій у цьому районі. 15 вересня 1944 року переданий в розпорядження командувача Військово-морським командуванням «Норд». 30 листопада 1944 року вийшов у відставку. В квітні 1945 року вступив у фольксштурм і був призначений командиром батальйону № 3/809. В травні 1945 року захворів і був поміщений до берлінської лікарні, де 14 травня 1945 року був захоплений співробітниками СМЕРШ. Утримувався в різних таборах, спецшпиталі та Бутирській в'язниці. За офіційною версією, помер від раку шлунка.

## Звання
- Морський кадет (1 квітня 1905)
- Фенріх-цур-зее (7 квітня 1906)
- Лейтенант-цур-зее (28 вересня 1908)
- Оберлейтенант-цур-зее (27 січня 1911)
- Капітан-лейтенант (24 квітня 1916)
- Корветтен-капітан (1 жовтня 1924)
- Фрегаттен-капітан (1 січня 1903)
- Капітан-цур-зее (1 жовтня 1931)
- Контрадмірал (1 жовтня 1935)
- Віцеадмірал (1 квітня 1938)
- Адмірал (1 вересня 1941)

## Нагороди
- Залізний хрест
  - 2-го класу (24 серпня 1916)
  - 1-го класу (22 вересня 1916)
- Військовий Хрест Фрідріха-Августа (Ольденбург) 2-го і 1-го класу
- Орден Залізної Корони 3-го класу з військовою відзнакою (Австро-Угорщина)
- Хрест «За військові заслуги» (Австро-Угорщина) 3-го класу з військовою відзнакою
- Військова медаль (Османська імперія)
- Королівський орден дому Гогенцоллернів, лицарський хрест з мечами (18 серпня 1918)
- Нагрудний знак підводника (1918)
- Хрест Левенфельда
- Сілезький Орел 2-го і 1-го ступеня
- Почесний хрест ветерана війни з мечами
- Медаль «За вислугу років у Вермахті» 4-го, 3-го, 2-го і 1-го класу (25 років; 2 жовтня 1936) — отримав 4 медалі одночасно.
- Орден Медауйя, великий хрест (Іспанське Марокко; 5 березня 1938)
- Медаль «За Іспанську кампанію» (Іспанія)
- Іспанський хрест в золоті з мечами (6 червня 1939)
- Орден Морських заслуг (Іспанія), великий хрест білого дивізіону (21 серпня 1939)
- Застібка до Залізного хреста
  - 2-го класу (23 жовтня 1940)
  - 1-го класу (1 вересня 1941)
- Нагрудний знак морської артилерії
- Німецький хрест в золоті (25 травня 1943)